# ジェームス・ドノバン
ジェームズ・ドノバン（James B. Donovan、1916年2月29日 - 1970年1月19日） は米国の弁護士、 米国海軍士官および政治的交渉者。
ドノバンは1962年の捕虜となった米国のパイロット、フランシス・ゲーリー・パワーズ （Francis Gary Powers）とソビエトスパイ、ルドルフ・アベル（Rudolf Abel）の人質交換、および1962年のキューバーでのピッグス湾事件失敗による1113人の米国人捕虜の帰還交渉で広く知られている。

## 生活と経歴
ジェームズ・ブリット・ドノバン（James Britt Donovan）は1916年2月29日にニューヨークのブロンクスに生まれる。 彼はピアノ教師Harriet (O'Connor)と外科医John J. Donovanの息子である。彼の兄弟はニューヨーク州の上院議員であった John J. Donovan, Jr.である。彼の両親はアイルランド系アメリカ人 であった。
彼はカトリック系の All Hallows Instituteに入学した。1933年には フォーダム大学の生徒となり、 英語学のBachelor of Artsの学位を1937年に得た。彼はジャーナリストになりたかったが、彼の父親の説得で1937年秋にハーバード大学に進学し、1940年に学士（法学）の学位を得た。1942年にMary E. McKennaと結婚し、一人の息子と三人の娘たちをもうけた。
彼は法律事務所で職歴を開始し、1942年には(戦時)科学研究開発局の法律顧問補佐となった。1943年から1945年までOSSOffice of Strategic Servicesの法律顧問を務めた後にはドイツのニュルンベルク裁判の判事Robert H. Jacksonの助手となる。かれは訴訟の準備を行い、ドキュメンタリー映画The Nazi Planのアドバイザーとなった。ドノバンは訴訟において画像証拠のプレゼンターを務めた。
1950年にドノバンはニューヨークにある法律事務所、Watters and Donovanの共同経営者となった。1957年に彼は他の多くの弁護士が拒否したソビエトのスパイ、ルドルフ・アベルの弁護を引き受けた。ドノバンは敗訴したが、死刑判決を回避することに成功した。その後彼は合衆国最高裁判所に上告し、Abel v. United Statesによれば、アベルは権利章典に違反してFBI に逮捕されたと主張したが、それは5対４の評決で却下された。最高裁判所長官 Earl Warrenは彼を褒めたたえ、彼がこの訴訟を引き受けたことに対し、全ての法廷を代表して公に感謝の意を表明した。1961年から1963年までドノバンはニューヨーク教育委員会の副委員長を務め、1963年から1965年まで委員長を務めた。
1962年にドノバンはCIA職員のMilan C. Miskovsky の依頼で、主任交渉者としてソビエトのスパイとアメリカ人パイロットフランシス・ゲーリー・パワーズの人質交換交渉を担当した。ドノバンは首尾良くパワーズを５年前に弁護し収監中のアベルとの人質交換に成功した。
アベルの弁護、および冷戦下の極みに於けるスリリングな人質交換のストーリーは、ドノバンとそのゴーストライターBard Lindemanによる小説『Strangers on a Bridge』の元となった。いくつかの似た作品が出版されたが、1964年に出版されたオリジナルの『Strangers on a Bridge』は決定的な作品として高く評価された。この小説はその後スティーヴン・スピルバーグ監督がトム・ハンクス主演の映画『ブリッジ・オブ・スパイ』を作成する契機となった。映画が成功したことにより小説『Strangers on a Bridge』も人気となり、Simon & Schusterにより2015年に再度出版された。
1962年にはドノバンはキューバの亡命者Perez Cisnerosからピッグス湾事件の失敗による1113人の捕虜解放の交渉を依頼された。ドノバンはthe Cuban Families Committee of prisoners' relatives.のためにボランティアとして法的作業を行った。
その2, 3ヶ月後に彼はキューバを初めて訪れた。 侵攻の企ての後キューバと米国の関係は極めて緊張していた。フィデル・カストロはドノバンに初めて会い、極めて短い会話を行った。ドノバンは信頼を得て、またカストロは彼の息子をキューバに連れてきたことを褒め称えた。
1962年12月21日に, カストロとドノバンは1113人の捕虜と5300万ドル相当の食品および薬品（これらは免税処置を受ける予定の個人および会社から提供された）の交換に調印した。ドノバンが捕虜と薬品の交換を思いついたのは、かれ自身の病気滑液包炎にキューバ製の薬品が全く効かなかったことによる。交渉の後、1963年7月3日にはドノバンはキューバに勾留されていた9703人の男性、女性と子供の解放を確保した。
この働きによりドノバンはDistinguished Intelligence Medalを授与された。1962年には彼はニューヨーク州上院議員の民主党の指名をうけたが、共和党の現職のジェイコブ・ジャヴィッツに敗れた。ドノバンは高まる公民権時代の時代にニューヨーク州の教育委員会の委員長を務め、 彼は"a Board of Education, not a Board of Integration"を率いていると述べた。
1964年にドノバンは彼の最初の著作  Strangers on a Bridge, The Case of Colonel Abelを、また1967年に引き続いて二作目の著作 Challenges: Reflections of a Lawyer-at-Largeを発行した。
晩年には、ドノバンは プラット・インスティテュートの会長となった。彼は1970年1月19日にニューヨークメソジスト病院で心臓発作で亡くなった。